# 普里贡里约
普里贡里约（法語：Prigonrieux，法語發音：[pʁiɡɔ̃ʁjø]）是法国多尔多涅省的一个市镇，位于该省西南部，多尔多涅河右岸，属于贝尔热拉克区。

## 地理
普里贡里约（44°51'15"N, 0°24'13"E）面积26.12 平方千米，位于法国新阿基坦大区多爾多涅省，该省份为法国西南部内陆省份，是法國本土面积第三大的省，大致对应佩里戈尔地区，北起顺时针与夏朗德省、上维埃纳省、科雷兹省、洛特省、洛特-加龙省、吉倫特省和滨海夏朗德省接壤。
与普里贡里约接壤的市镇（或旧市镇、城区）包括：吕纳、日内斯泰、贝尔热拉克、圣洛朗德维涅、拉蒙齐耶圣马尔坦、拉福尔斯、圣若尔热布朗卡内。

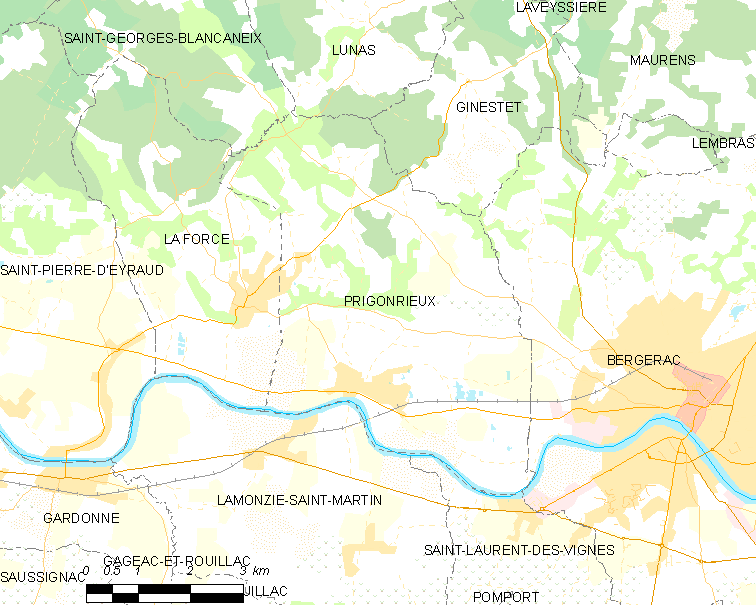
普里贡里约的OSM定位图

普里贡里约的时区为UTC+01:00、UTC+02:00（夏令时）。

## 行政
普里贡里约的邮政编码为24130，INSEE市镇编码为24340。

## 政治
普里贡里约所属的省级选区为拉福尔斯地区县。

## 人口

1962-2008年间普里贡里约人口变化图示

普里贡里约于2022年1月1日时的人口数量为4362人。